# 윤주태
윤주태(尹柱泰, 1990년 6월 22일 ~ )는 대한민국의 축구 선수로 현재  공격수 겸 공격형 미드필더로 활약 중이다.

## 클럽 경력

### FSV 프랑크푸르트
경상남도 양산시 상북면 출생으로 학성고등학교와 연세대학교를 거쳐 2011년 5월 독일 2. 분데스리가의 FSV 프랑크푸르트에 2년 계약으로 입단했다.
그로부터 2개월 후인 7월 30일 키커스 엠덴과의 2011-12 시즌 DFB-포칼 1라운드에서 프로 데뷔전을 치른 뒤 1주일 후 열린 MSV 뒤스부르크와의 경기에서 리그 데뷔전을 치르는 등 두 시즌 동안 32경기 3골을 기록했으나 차츰 출전시간이 감소했다.

### SV 잔트하우젠
FSV 프랑크푸르트 시절 자신을 지도하던 한스위르겐 보이젠 감독이 당시 재직 중이던 SV 잔트하우젠으로 임대 이적하여 그나마 리그 11경기에 출전했으나 잔트하우젠에서도 출전 기회를 많이 부여받지 못하면서 결국 2012-13 시즌 종료 후 국내 유턴을 선택했다.

### FC 서울1기
2014 K리그 드래프트에서 FC 서울에 1순위로 지명되며 서울 입단을 확정지은 후 2014년 7월 12일 수원 삼성 블루윙즈와의 2014년 K리그1 15라운드 슈퍼매치 경기에서 차두리 현 대한민국 대표팀 코치의 어시스트를 자신의 K리그1 첫 득점으로 연결시키며 팀의 2-0 승리에 일조했다.
그리고 나흘 후에 열린 포항 스틸러스와의 2014년 FA컵 16강전에서도 동점골을 터뜨리며 팀의 FA컵 준우승의 발판을 마련했고 2014년 AFC 챔피언스리그에서도 4경기에 출전하며 서울의 통산 3번째 ACL 4강 진출에 기여하는 등 2014 시즌 공식전 16경기 4골의 무난한 활약을 펼쳤다.
이후 2015 시즌부터 2016 시즌까지 서울의 핵심 공격수로 공식전 66경기 19골의 활약을 펼치며 2015년 K리그1 4위, 2015년 FA컵 우승, 2016년 K리그1 우승, 2016년 FA컵 준우승, 2016년 AFC 챔피언스리그 4강 진출 등의 성과에 기여했다.

### 김천 상무
2016 시즌이 끝난 후 팀 동료인 유상훈, 故 김남춘과 함께 김천 상무(전 상주 상무)에 입대했지만 같은 포지션인 주민규와의 주전 경쟁에서 밀려나면서 2018 시즌까지 공식전 18경기 출전에 그쳤다.

### FC 서울 2기
군 복무를 마치고 친정팀인 서울로 복귀하여 2020 시즌까지 공식전 47경기 9골을 기록했고 2018년 K리그1에서는 36라운드 베스트 11에 선정되기도 했지만 팀은 2019년 K리그1 3위 이외에는 뚜렷한 성과를 내지 못했다.

### 경남 FC
2020 시즌 종료 후 계약 만료로 인해 6시즌동안 몸 담았던 서울을 떠나 2021 시즌을 앞두고 고향팀인 경남 FC로 트레이드되어 2021 시즌에서는 공식전 16경기 2골을 기록했고 2022 시즌에서는 부상에 발목이 잡히면서 공식전 단 1경기도 뛰지 못했으며 2022 시즌 종료 후 경남과의 계약을 해지했다.

### 안산 그리너스
2023 시즌을 앞둔 2023년 3월 15일 K리그2의 안산 그리너스 입단을 확정지었다.

### 경남 FC2기
시즌을 마치고 박동혁 감독의 러브콜에 의해 친정팀으로 복귀하였다.

## 기록

### 슈퍼매치 한 경기 최다골 신기록
FC 서울 소속 시절 2015년 11월 7일 열린 수원 삼성 블루윙즈와의 2015년 K리그1 36라운드 슈퍼매치에서 포트트릭을 달성하며 역대 슈퍼매치 1경기 최다골 신기록을 수립하였다.

## 수상 및 주요 성적

### 클럽
FC 서울
- K리그1 : 우승 (2016), 3위 (2014, 2019), 4위 (2015)
- FA컵 : 우승 (2015), 준우승 (2014, 2016)
- AFC 챔피언스리그 : 4강 (2014, 2016)

## 참고 자료
- 윤주태 인터뷰 - 또 한명의 유럽파 '윤주태'의 독일 도전기 (2012년 6월 8일)
- 윤주태 인터뷰 - ‘슈팅이 예술’ 윤주태의 한국 적응기 (2015년 6월 30일)
- 윤주태 인터뷰 - 윤주태가 말하는 '후반 조커'와 '서울 공격수' (2015년 10월 8일)
- 윤주태 인터뷰 - 윤주태 "분데스리가 경험, 아쉽지만 후회는 없다" (2015년 10월 8일)
- 윤주태 인터뷰 - 처음이자 마지막으로 '우상(박주영)' 이겼다" (2015년 11월 13일)
- 서호정의 킥오프 - ‘서브 남주’의 유쾌한 반란, 윤주태는 예뻤다 (2015년 11월 8일)
- 한국프로축구연맹 K리그 D.N.A - 슈퍼서브 윤주태는 어떻게 슈퍼맨이 됐나? (2015년 11월 13일)